# Margarete Rosenberg
Pour les articles homonymes, voir Rosenberg.
Margarete Rosenberg, née le 4 août 1910 à Stettin et morte le 20 mars 1985 à Hambourg, est une conductrice de tramway allemande dénoncée en 1940 par son employeur, la Berliner Verkehrsgesellschaft (BVG), pour comportement lesbien. Elle survit à plusieurs peines de prison, dont une incarcération dans le camp de concentration pour femmes de Ravensbrück.

## Biographie

### Enfance et formation
Margarete Rosenberg grandit à Stettin, la capitale de la province de Poméranie. Son père est un aubergiste, et sa mère est décédée prématurément. À l'âge de 14 ans, elle quitte l'école pour travailler dans la maison et dans la taverne de son père.

### Carrière
À l'âge de 21 ans, elle s'installe à Berlin, où elle travaille d'abord comme serveuse et prostituée en raison de son manque de formation professionnelle.

### Condamnation de l'homosexualité sous le Régime nazi
Les poursuites pénales du régime nazi ne traitent pas les hommes et les femmes homosexuelles de la même façon. L'article 175 du RStGB ne criminalise pas les actes sexuels entre femmes. Les autorités policières établissent néanmoins des fichiers de femmes suspectes dans le cadre d'enquêtes afin de pouvoir prendre des mesures à leur encontre dans certaines circonstances. L'historienne Laurie Marhoefer développe le concept de la forme intersectionnelle de la persécution nationale-socialiste des femmes lesbiennes et explique que l'homosexualité féminine n'est pas un motif de persécution en soi, mais joue un rôle en combinaison avec d'autres soupçons.
En 1935, elle épouse Arthur Rosenberg, boulanger et ancien client, avec qui elle ouvre une boulangerie qui ferme un an plus tard. Margarete Rosenberg est ensuite employée comme conductrice de tramway par la Berliner Verkehrsgesellschaft en août 1940 et est dénoncée par son employeur quelques semaines après avoir commencé à travailler. Elle et ses collègues auraient eu des relations sexuelles entre elles et ne se seraient pas présentées au travail le lendemain.

### Arrestation et déportation
En 1940, elle est interrogée par la Gestapo. Leurs collègues alléguaient qu’elles avaient eu des relations sexuelles avec d’autres femmes. La Gestapo prétendait que ces relations s’étaient ingérées dans leurs responsabilités professionnelles dans une station de tramway de Berlin. Elle est accusée de subversion, puis déportée au camp de concentration de Ravensbrück en tant que prisonnière politique. La mention « lesbienne » figure dans son dossier.

### Fin de vie
Margarete Rosenberg est transférée dans un autre camp en janvier 1945. Elle survit à la période de détention de plus de 4 ans mais conserve de graves séquelles. Elle vit ensuite à Hambourg, où elle meurt le 20 mars 1985.